# Nikita Dobronravoff
Nikita Dobronravoff (em russo: игумен Никита (Добронравов); nome secular: Oleg Stanislavovich Dobronravoff (em russo: Олег Станиславович Добронравов - nascido em Murom, União Soviética, em 1 de novembro de 1962) é um hegúmeno ortodoxo russo e teólogo (Patriarcado de Moscou), representante da Igreja Ortodoxa Russa junto à Finlândia.

## Obra teológica
- Old believers in China 1917-1958. NY., 2007
- Historien om översättning av ortodoxa liturgiska texter till svenska. – Åbo. – 2008.
- Den ortodoxa kyrkan i Sverige. – Åbo. – 2009.